# Jim Ede
Harold Stanley Ede (7. dubna 1895, Penarth – 15. března 1990, Edinburgh), znám jako Jim Ede, britský sběratel a přítel umělců.

## Životopis

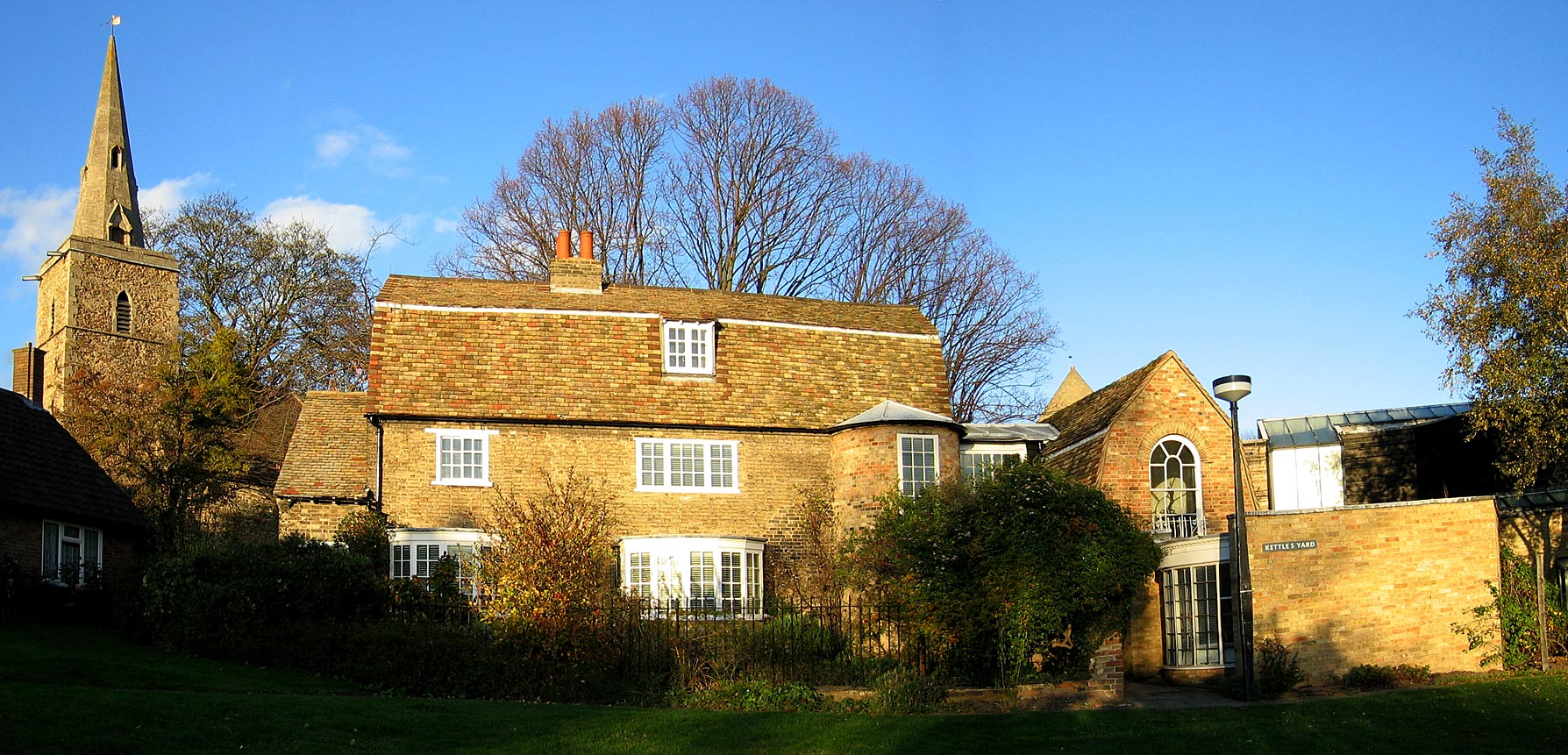
Kettle's Yard, vybudovaný Jimem Ede v Cambridge. V roce 1970 byl dům rozšířen o moderní galerijní prostor.

Jim Ede se narodil v Penarth ve Walesu jako syn právníka Edwarda Hornby Edea a učitelky Mildred. Studoval malbu u Stanleym Forbesem v Newlyn Art School v letech 1912–1914. Během první světové války sloužil v South Wales Borderers a v British Indian Army. Jeho vojenskou kariéru ukončilo špatné zdraví, a 29. července 1919 mu byla udělena hodnost kapitána. Po válce pokračoval ve studiu na Slade School of Art. V roce 1921 se stal asistentem kurátora v londýnské Národní galerii britského umění, pozdější Tate Gallery a zároveň pokračoval ve studiu na částečný úvazek na Slade. Krátce poté se oženil s Helen Schlapp, se kterou se seznámil v Edinburghu. Během práce v galerii se pokoušel propagovat práci moderních současných umělců, včetně umělců jako Picasso a Piet Mondrian. Velmi často mařil konzervativnější postoje ředitelů galerie. Během své práce v galerii si Ede vytvořil četná přátelství s avantgardními umělci. Podařilo se mu tak získat mnoho uměleckých děl, které byly v té době převážně podhodnocené. Zvláště pak zachoval hodně z díla Henriho Gaudiera-Brzesky z majetku Sophie Brzesky, Henriho přítelkyně, která zemřela bez závěti. Ede tuto pozůstalost zakoupil. Pozůstalost obsahovala řadu dopisů mezi Henrim a Sophií. Dopisy Ede použil jako základ pro svou knihu Savage Messiah (Zběsilý Mesiáš), pojednávající o životě a díle Gaudier-Brzesky, která se stala základem stejnojmenného filmu Kena Russela.

## Střední věk
V roce 1936 se Ede unavený stálým bojem o umělecké směřování galerie rozhodlo odejít z Anglie a žít Maroku. Postavil si dům mimo Tanger, když předtím přijal minimalistický styl interiérového designu obhajující obyčejné bílé stěny a minimální nábytek potřebný k obývání místnosti. Během následujících dvaceti let vedl v Evropě a Americe kočovný život; psal, vysílal a přednášel a dům v Maroku si držel jako základnu.

## Umělecké dědictví
Když se v roce 1956 vrátil do Anglie, přestavěl čtyři domy v Cambridge jako místo, kde chce žít a vystavovat svou uměleckou sbírku. Součástí jeho filozofie byl názor, že umění by mělo být sdíleno v uvolněném prostředí; k tomuto účelu by měl mít otevřený dům. Během odpoledního čaje dělal osobního průvodce po své umělecké sbírce studentům z Cambridge University. Studenti si také mohli zapůjčit obrazy z jeho sbírky, aby je mohli mít během svého pracovního pobytu pověšeny ve svých prostorách. V roce 1966 předal dům a sbírku univerzitě a založil uměleckou galerii Kettle's Yard. Ede zde žil do roku 1973, pak se přestěhoval do Edinburghu, kde žil až do důchodu.

## Publikace
- Savage Messiah, H.S. Ede, Heinemann (1931) – Biography of the sculptor Henri Gaudier-Brzeska. Reprinted, Kettle's Yard Gallery (1971), ISBN 0-900406-15-1.
- Savage Messiah: a biography of the sculptor Henri Gaudier-Brzeska; with new texts by Sebastiano Barassi, Evelyn Silber and Jon Wood. Leeds: Henry Moore Institute, 2011 ISBN 1-905462-34-4
- A Way of Life, H. S. Ede, Kettle's Yard Gallery, ISBN 0-907074-57-X. Guide to Kettle's Yard and its collection.
- Kettle's Yard and its Artists, ed. Michael Harrison, Cambridge 2009 ISBN 978-1-904561-33-0